# Batalha de Lewes
A Batalha de Lewes foi uma das duas principais batalhas da Segunda Guerra dos Barões. Ela ocorreu em Lewes, Sussex, em 14 de maio de 1264. Ela marca o ponto mais alto da carreira de Simão de Montfort, tornando-o "Rei da Inglaterra sem coroação".
A batalha ocorreu porque o rei Henrique III se recusou a honrar os termos da Provisões de Oxford, um acordo que ele havia assinado com os seus barões, liderados por Montfort, em 1258. O rei estava acampado no Monastério de St. Pancras com as suas tropas de infantaria, enquanto seu filho, príncipe Eduardo (depois rei Eduardo I), comandava a cavalaria no Castelo de Lewes, há 1,6 km para o norte. Uma marcha noturna encobriu as tropas de Montfort para surpreender o príncipe Eduardo, se colocando nas planícies mais altas e podendo observar toda a cidade de Lewes. Eles usavam cruzes brancas em seus uniformes, para se distinguir das tropas reais,que usavam cruzes vermelhas.
As tropas reais, provavelmente duas vezes maior que as tropas de Montfort, foram lideradas por Eduardo pela direita e o irmão do rei, Ricardo da Cornualha, pela esquerda enquanto o rei comandava o batalhão central.

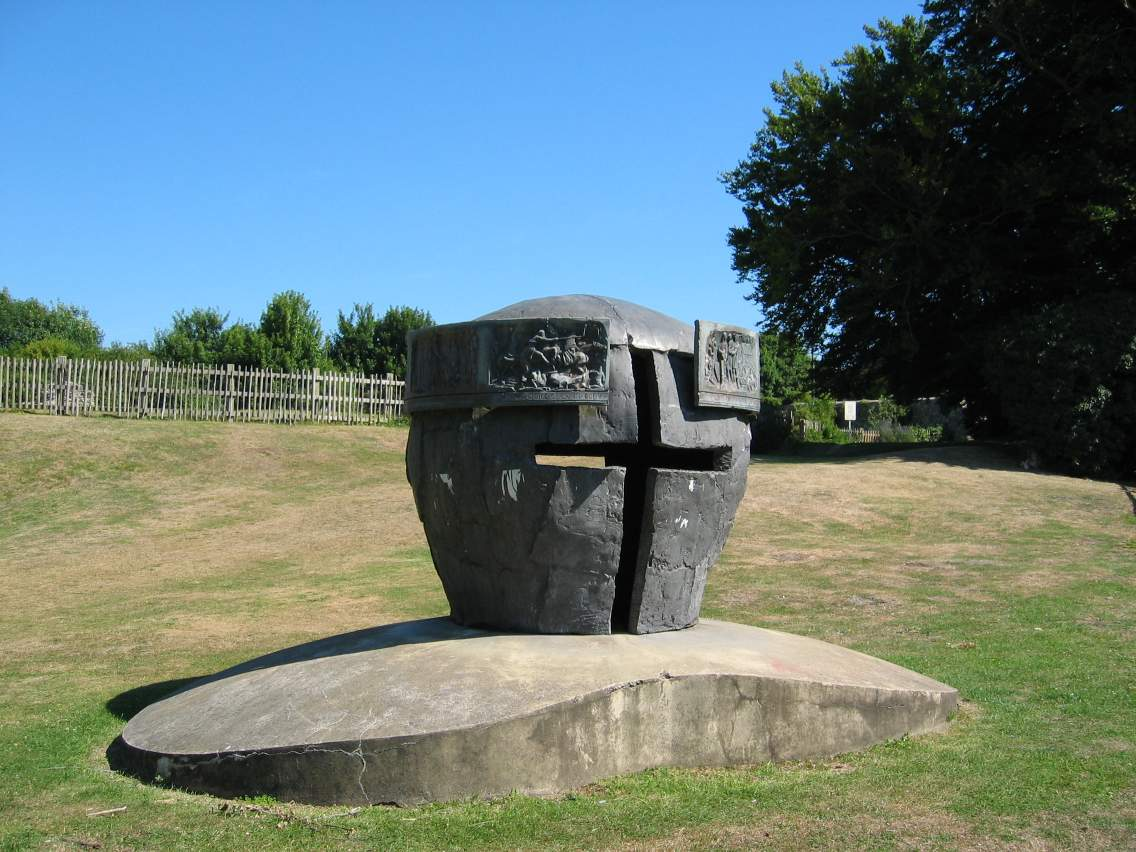
Monumento em homenagem à Batalha de Lewes

Tendo liderado seus homens para fora do castelo para encontrar o inimigo, Eduardo teve um bom começo, mas de uma forma imprudente ele forçou uma retirada para o norte, sacrificando as chances de vitória. Enquanto isso, Montfort derrotava o restante das tropas reais de Ricardo e do rei. Após a derrota, os três foram capturados e, com a prisão do rei, Montfort se torna De facto governante da Inglaterra.

## Consequências
O rei foi forçado a assinar o Mise of Lewes. Apesar do documento não ter sobrevivido ao tempo, está claro que o rei Henrique foi forçado a aceitar os termos das Provisões de Oxford, enquanto o príncipe Eduardo foi mantido refém entre os barões. Isso colocou Montfort em posição de grande poder, até o príncipe Eduardo escapar e Montfort ser derrotado na Batalha de Evesham em agosto de 1265.

## Localização
Ainda há alguma incerteza sobre o local da batalha, com as encostas leste e inferior de Offham Hill cobertas por moradias modernas. Recentemente, um novo consenso sobre a localização do principal compromisso coloca-o na localização atual do HM Prison Lewes. Fontes contemporâneas sugerem que o engajamento inicial ocorreu ao longo das linhas aproximadas do que hoje é Nevill Road. As encostas superior e sul permanecem acessíveis por caminhos pedonais através de terras agrícolas, e as ruínas do priorado e do castelo também estão abertas aos visitantes.